# Кан, Василий Александрович
Васи́лий Алекса́ндрович Кан (13 декабря 1960, Ташкентская область — 21 марта 2020, Санкт-Петербург) — советский и российский трубач, дирижёр и музыкальный педагог, солист и дирижёр симфонического оркестра Мариинского театра, солист симфонического оркестра телерадиовещания Южной Кореи, Заслуженный артист России.

## Биография
Проходил обучение/воспитывался в Ленинградском областном специальном детском доме музыкального воспитания имени Н. А. Римского-Корсакова в классе Алексея Петровича Митронова, выпускник 1977 года. В 1983 году окончил Ленинградскую консерваторию как трубач по классу профессора Юрия Большиянова. В 1981 году стал солистом оркестра Мариинского театра. С 1984 преподавал в музыкальном училище имени Мусоргского. С 1986 по 1992 год сотрудничал с Владимиром Спиваковым и его оркестром «Виртуозы Москвы». Принимал участие в многочисленных концертах старинной музыки, где исполнял произведения таких композиторов эпохи барокко, как Бах, Гендель, Пёрселл и Скарлатти на трубе-пикколо и других разновидностях этого инструмента. В 1996 году Кану было присвоено звание Заслуженный артист Российской Федерации.
С 1997 по 2006 год работал в Симфоническом оркестре телерадиовещания Южной Кореи. В то же время обучался дирижированию в Российской академии музыки имени Гнесиных по классу Владимира Зиновьева и окончил её в 2005 году. Впервые выступил в качестве дирижёра с оркестром Ульяновской филармонии в 2005 году.
Принимал участие в концертных выступлениях в составе музыкальных ансамблей, в том числе в брасс-квинтете им. Эвальда.
Был солистом-трубачом и дирижёром Мариинского театра, в его дирижёрский репертуар входили балеты «Сильфида», «Дон Кихот» и «Кроткая».
Умер 21 марта 2020 года в Санкт-Петербурге.

## Творчество
По мнению народного артиста России главного дирижёра Мариинского театра Валерия Гергиева, Василий Кан достойно занимал почётное место в первом ряду солистов оркестра Мариинского театра, постоянно подтверждая свой высокий уровень мастерства блестящим исполнением соло в операх, балетах и симфонических произведениях. В исполнительской манере Кана Гергиев отмечает виртуозность, эмоциональность и масштабность: 
…для него нет трудности в любом диапазоне, пение его инструмента напоминает голос вокалиста, которого хочется слушать бесконечно…

## Почётные звания, награды
- Заслуженный артист Российской Федерации[5]
- Медаль ордена «За заслуги перед Отечеством» II степени[6]

## Мастер-классы
- Санкт-Петербургский дом музыки, сентябрь 2007 года[7]

## Дискография
- Грампластинка (LP, Album) «Ленинградский Концертный Оркестр — Каждый Вечер», Мелодия С60-16519—20, 1982 год (запись 1981), дирижёр Аанатолий Бадхен[8]
- CD «Evgeny Kissin / Mozart, Haydn, Schostakowitsch / Moscow Virtuosi, Vladimir Spivakov — Klavierkonzerte», RCA Victor Red Seal — 77 929 8, 1990 год, Германия, дирижёр Владимир Спиваков[9]
- С. Прокофьев «Война и мир» Philips — 434 097-2, Philips Digital Classics — 434 097-2, 1993 год. LC 0305 дирижёр Валерий Гергиев[10]